# 弗雷德·文森
弗雷德里克·摩尔·文森（Frederick Moore Vinson，1890年1月22日—1953年9月8日），于1890年生於美國路易莎，在1953年9月8日於华盛顿逝世。美国律师、政治家，曾任第53任美国财政部长和第13任美国首席大法官。他是文森政治家族中最杰出的成员。
他出生在肯塔基州，在第一次世界大战期间从事法律工作并在军队服役。战后，他担任肯塔基州第三十二司法区联邦检察官，并于1924年赢得美国众议院的选举。1928年，他再次竞选失败，但1930年重新当选，并在国会任职至1937年。在国会任职期间，他成为密苏里州参议员哈里·S·杜鲁门的顾问和知己。1937年，罗斯福总统任命文森进入美国哥伦比亚特区巡回上诉法院。文森于1943年辞去了上诉法院的职务，成为经济稳定署主任。1945年罗斯福去世，杜鲁门就任总统后，杜鲁门任命文森担任财政部长。文森通过谈判偿还了英美贷款，并主持建立了许多战后组织，包括国际复兴开发银行和国际货币基金组织。

## 早年生活
他出生在肯塔基州路易萨市劳伦斯郡监狱门前的一座新建的红砖房子里。当他还是个孩子的时候，他就会在监狱里帮助他的父亲，甚至和那些在他后来竞选公职时还记得他的善良的囚犯交朋友。文森在校期间做过零工。1908年，他从肯塔基师范学校毕业，进入中央学院，在那里他以全班第一的成绩毕业。在中心的时候，他是肯塔基州阿尔法德尔塔兄弟会的成员。他成为了路易莎的一名律师，他第一次竞选并被选为路易莎的市检察官。
第一次世界大战期间，他参军。战争结束后，他被选为肯塔基州第三十二司法区联邦检察官。文森于1924年1月24日在肯塔基州的阿什兰与朱莉亚·罗伯塔·迪克森(Julia Roberta Dixon)结婚，他们有两个儿子。

## 聯邦眾議員
1924年，在威廉·J·菲尔兹成为肯塔基州州长后，他参加了国会选区的特别选举。1928年落败。由于他拒绝把他的竞选与艾尔弗雷德·E·史密斯的总统竞选分开而败选。然而，文森在1930年重新获得连任，并在国会任职到1937年。
在国会期间，他与密苏里州参议员哈里·S·杜鲁门成为朋友，他很快就成了杜鲁门的亲密顾问、知己、棋手和密友。上世纪50年代初，当杜鲁门决定不竞选连任总统时，他试图说服怀疑的文森寻求民主党提名，但文森拒绝了总统的提议。杜鲁门总统在征召德怀特·D·艾森豪威尔将军失败后，最终在1952年美国总统选举中选择了伊利诺斯州州长阿德莱·史蒂文森作为他的首选继任者。

## 上訴法庭法官
文森在1937年11月26日被富兰克林·德拉诺·罗斯福提名为联邦法官后，他的国会任期就结束了。罗斯福希望他能填补查尔斯·B·罗伯在哥伦比亚特区巡回上诉法院空出的一个席位。文森于1937年12月9日被美国参议院确认，并于1937年12月15日接受委任。1942年3月2日，首席大法官哈伦·菲斯克·斯通指定他为美国紧急上诉法院的首席法官。他在这里工作直到1943年5月27日辞职。

## 财政部长
他辞去议员职务，出任经济稳定署的主任。经济稳定办公室是一个负责抑制通货膨胀的执行机构。他还曾担任过联邦贷款管理人(1945年3月6日至4月3日)和战争动员和再皈依主任(1945年4月4日至7月22日)。他被杜鲁门总统任命为美国财政部长，任期为1945年7月23日至1946年6月23日。

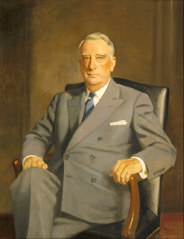
美国财政部长的官方肖像

他作为财政部长的使命是在战争的最后几个月里稳定美国经济，并使美国的财政状况适应战后急剧变化的世界形势。在战争结束之前，文森导演了最后一部关于战争债券的电影。
战争结束时，他通过谈判偿还了1946年英国的贷款，这是美国向另一个国家提供的最大的贷款（37.5亿美元），以及在战争期间向盟国提供的经济和军事援助的租借法案。为了鼓励战后美国的私人投资，他在1945年的《税收法案》中提倡减税。他还主持了国际复兴开发银行和国际货币基金组织的就职仪式，这两个组织都是在1944年布雷顿森林会议上成立的，担任各自董事会的首任主席。
1946年，文森从财政部辞职，由杜鲁门任命为美国首席大法官，6月20日，参议院通过口头投票确认了他的提名。

## 首席大法官
哈伦·菲斯克·斯通逝世后，杜鲁门总统提名了他的这位老朋友。1946年6月24日，文森宣誓就任首席大法官。在他被任命之际，最高法院在思想和个人方面都处于深度分裂状态。一个派别由雨果·布莱克大法官领导，另一个派别由费利克斯·弗兰克福特大法官领导，文森被认为修补了这一裂痕。

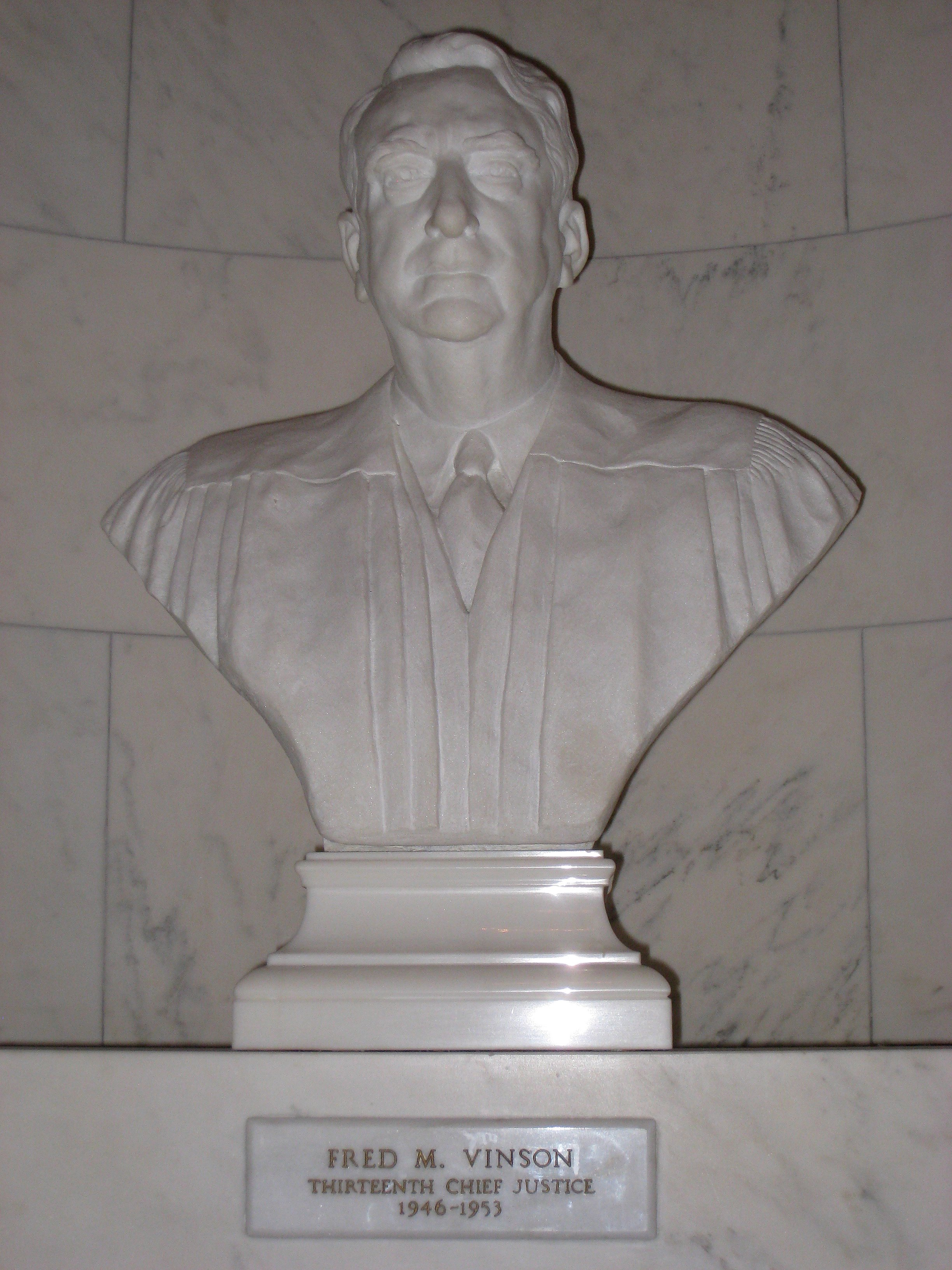
由Jimilu Mason雕刻的位于最高法院里文森的雕像

在他担任最高法院法官期间，他为最高法院写了77条意见和13条反对意见。他最引人注目的异议是，1952年6月3日，扬斯敦板管公司诉索亚公司一案中，法院驳回了杜鲁门总统在罢工中对钢铁行业的控制。他在法庭上最后一次公开露面是在他宣读不复审罗森堡夫妇的定罪和死刑判决的决定时。在威廉·道格拉斯大法官在最后一刻批准罗森伯格夫妇暂缓执行死刑后，文森派出特别航班将休假的法官带回华盛顿，以确保对罗森伯格夫妇的处决。在他担任首席大法官期间，他的一个法律助理就是未来的大法官拜伦·怀特。
他的法庭处理的主要问题包括种族隔离、工会、共产主义和忠诚宣誓。他在谈到种族隔离问题时写道，实行独立但平等原则的各州必须提供真正平等的设施。
文森是最后一位由民主党总统任命的首席大法官。他的继任者，厄尔·沃伦、沃伦·E·伯格、威廉·伦奎斯特和约翰·罗伯茨都是由共和党总统任命的（分别是德怀特·D·艾森豪威尔、理查德·尼克松、罗纳德·里根和乔治·W·布什）。作为法院的领导完全由罗斯福和杜鲁门任命,他也是最后一个首席大法官主持法院仅由一个政党的总统提名。

## 逝世
1953年9月8日，文森在华盛顿家中突发心肌梗死，他的遗体被安葬在肯塔基州露易莎的松山公墓。
在列克星敦的肯塔基大学，有大量文森的个人和司法论文被存档，在那里可以进行研究。
文森位于肯塔基州的路易莎的出生地，被列入国家历史遗迹名录。
| 前任： 小亨利·摩根索    | 美国财政部长 1945年-1946年   | 繼任： 约翰·W·斯奈德 |
| 前任： 哈伦·菲斯克·斯通 | 美国首席大法官 1946年-1953年 | 繼任： 厄尔·沃伦     |